# Winter Haven
Cette page contient des caractères spéciaux ou non latins. S’ils s’affichent mal (▯, ?, etc.), consultez la page d’aide Unicode.
Pour les articles homonymes, voir Winter Haven (homonymie).
Winter Haven (français: Havre d'Hiver) est une ville de Floride (États-Unis) située dans le comté de Polk. La population était de 26 487 habitants en 2000 et de 27 855 d'après une estimation datant de 2004.

## Histoire
La commune a été fondée en 1884 et serait d'abord connue sous le nom Corners Harris. Un an plus tard, le nom de Winter Haven a été suggéré en raison du climat agréable de la région. À la fin du siècle, la population était de 400 en 1911, et la ville de Winter Haven a été constituée. La chaîne de canaux entre les lacs a commencé en 1915.
Winter Haven est devenu le foyer du premier supermarché Publix en 1930.
Le premier boom en Floride a eu lieu dans les années 1920. Winter Haven Hospital a été fondé en 1926. Regency Medical Center, qui est l'hôpital des femmes pour l'enfance, a été construit en 1987. Le potentiel de la Floride en tant que lieu de vie et un lieu de visite a connu son pic dans les années 1920, mais la grande dépression a ralenti sa croissance jusqu'à l'après-Seconde Guerre mondiale. Le 21 janvier 2010, l'ancien site de Cypress Gardens devient Legoland. Le Legoland Florida est le deuxième aux États-Unis, et le plus grand dans le monde. Il a ouvert le 15 octobre 2011.
Winter Haven possède de nombreux bâtiments conçus par Gene Leedy, l'un des fondateurs de l'École d'architecture de Sarasota.
Le Dôme Orange, situé au 150, boul Cypress Gardens, il a été construit en 1964 et abritait la Fête des Citrons depuis 44 ans. Il a été démoli le lundi 13 février 2012, et 150 millions de dollars ont été investis pour le développement de magasins de détail, de restaurants, des hôtels, des appartements et une salle de cinéma.

## Sports
Winter Haven dispose de nombreux petits lacs permettant la pratique du ski nautique.
Le stade de baseball du Chain of Lakes Park est utilisée par l'équipe de ligue mineure de baseball des Gulf Coast Indians qui évolue en Gulf Coast League. Pendant les mois de février et de mars, ce stade est utilisé par la franchise de MLB des Cleveland Indians afin de préparer ses saisons.

## Climat
| Mois                              | jan. | fév. | mars | avril | mai  | juin  | jui.  | août  | sep.  | oct. | nov. | déc. | année   |
| --------------------------------- | ---- | ---- | ---- | ----- | ---- | ----- | ----- | ----- | ----- | ---- | ---- | ---- | ------- |
| Température minimale moyenne (°C) | 9,6  | 11,1 | 13,2 | 15,6  | 19,1 | 22,2  | 23,1  | 23,3  | 22,6  | 19,1 | 14,8 | 11,3 | 17,1    |
| Température maximale moyenne (°C) | 21,8 | 23,3 | 25,6 | 28,1  | 31,2 | 32,6  | 33,2  | 33,1  | 31,9  | 29,2 | 25,8 | 22,7 | 28,2    |
| Précipitations (mm)               | 59,7 | 60,5 | 95,8 | 65    | 87,6 | 192,5 | 184,7 | 181,1 | 153,9 | 83,8 | 55,1 | 65,5 | 1 285,2 |

| Diagramme climatique                                  |              |              |            |              |               |               |               |               |              |              |              |
| J                                                     | F            | M            | A          | M            | J             | J             | A             | S             | O            | N            | D            |
| 21,89,659,7                                           | 23,311,160,5 | 25,613,295,8 | 28,115,665 | 31,219,187,6 | 32,622,2192,5 | 33,223,1184,7 | 33,123,3181,1 | 31,922,6153,9 | 29,219,183,8 | 25,814,855,1 | 22,711,365,5 |
| Moyennes : • Temp. maxi et mini °C • Précipitation mm |              |              |            |              |               |               |               |               |              |              |              |

## Transports
Winter Haven est équipée d'une gare ferroviaire du réseau Amtrak et d'une gare routière du réseau Greyhound.
Le Winter Haven's Gilbert Airport et la Jack Browns Seaplane Base sont situés à 5 km au nord-ouest du centre-ville.

## Démographie
| 1920  | 1930  | 1940  | 1950  | 1960   | 1970   |
| ----- | ----- | ----- | ----- | ------ | ------ |
| 1 597 | 7 130 | 6 199 | 8 605 | 16 277 | 16 136 |

| 1980   | 1990   | 2000   | 2010   | - | - |
| ------ | ------ | ------ | ------ | - | - |
| 21 119 | 24 725 | 26 487 | 33 874 | - | - |

## Personnalités
- Rowdy Gaines (1959-), triple champion olympique de natation.